# Septênio Liberal

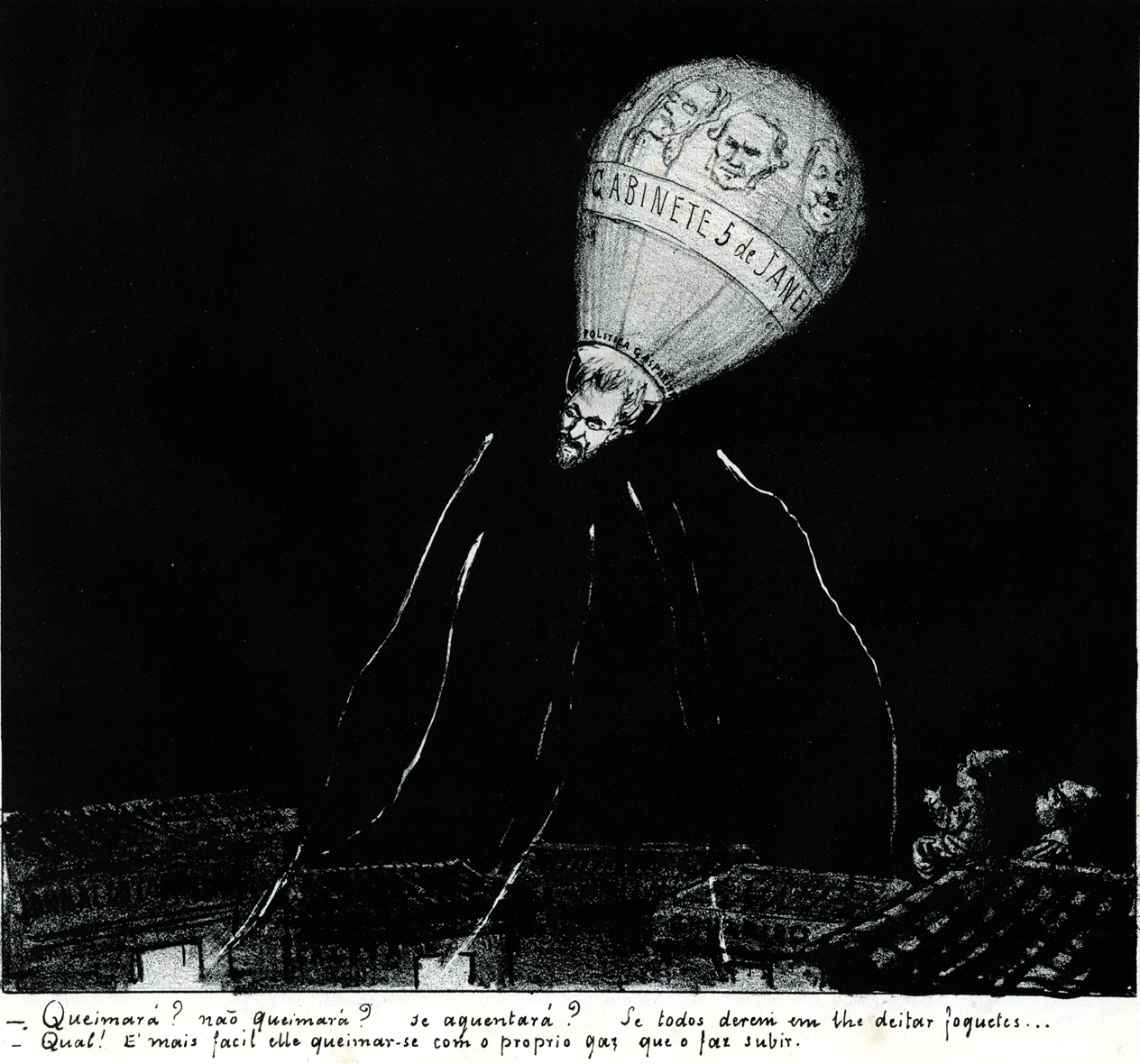
Charge da Revista Illustrada (nº. 118 de 1878) satirizando a força dos liberais no poder.

O Septênio Liberal foi o período de sete anos, entre 1878 e 1885, em que o Partido Liberal governou o Império do Brasil de forma ininterrupta, após dez anos na oposição. Foi marcado pela aprovação de importantes reformas e pela discussão de temas importantes, como o direito ao voto, a educação pública e a escravidão no Brasil, além de eventos como a Grande Seca, a Revolta do Vintém, a Questão Militar, a Missão Chinesa e a abolição nas províncias do Ceará e do Amazonas.

## Antecedentes

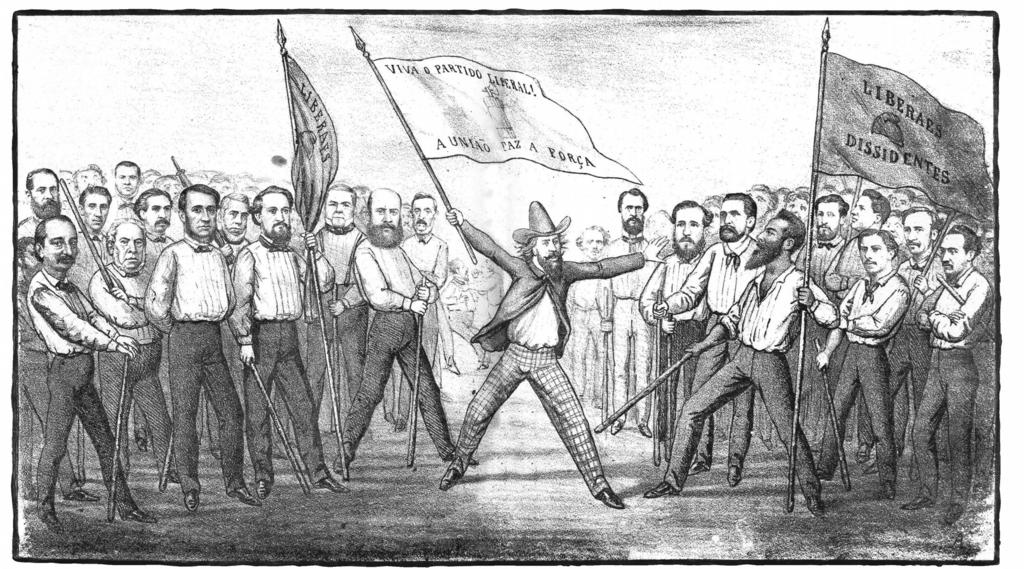
Charge ilustrando as divisões dentro do Partido Liberal no final da década de 1860.

Com a queda do último gabinete de Zacarias de Góis e Vasconcelos, em 1868, o Partido Liberal se dividiu entre liberais históricos e radicais (futuros republicanos). A crise do grupo, somada ao contexto da época, ocasionou a volta do Partido Conservador ao poder, permanecendo dez anos no governo. A chamada "Década Conservadora" foi um período de grandes debates e grandes reformas, como a Lei do Ventre Livre.
Em 1878, Luís Alves de Lima e Silva, Duque de Caxias, presidente do Conselho de Ministros desde 1875, apresentou seu pedido de demissão a D. Pedro II, alegando problemas de saúde. O Imperador, aproveitando o desgaste dos conservadores, após tão longo período no poder, e entendendo a necessidade de novas reformas políticas, chamou então o Partido Liberal para organizar um novo governo, dando início ao "Septênio Liberal".

## Domínio liberal
O período se iniciou em 1878, com a ascensão de João Lins Vieira Cansanção de Sinimbu ao poder. Além da já conhecida alternância fictícia dos partidos no poder, executada por D. Pedro II, a principal razão para a volta dos liberais ao governo, após dez anos no ostracismo, era a necessidade de se reformar o sistema eleitoral de então, introduzindo, pela primeira vez no Brasil, o sufrágio direto.

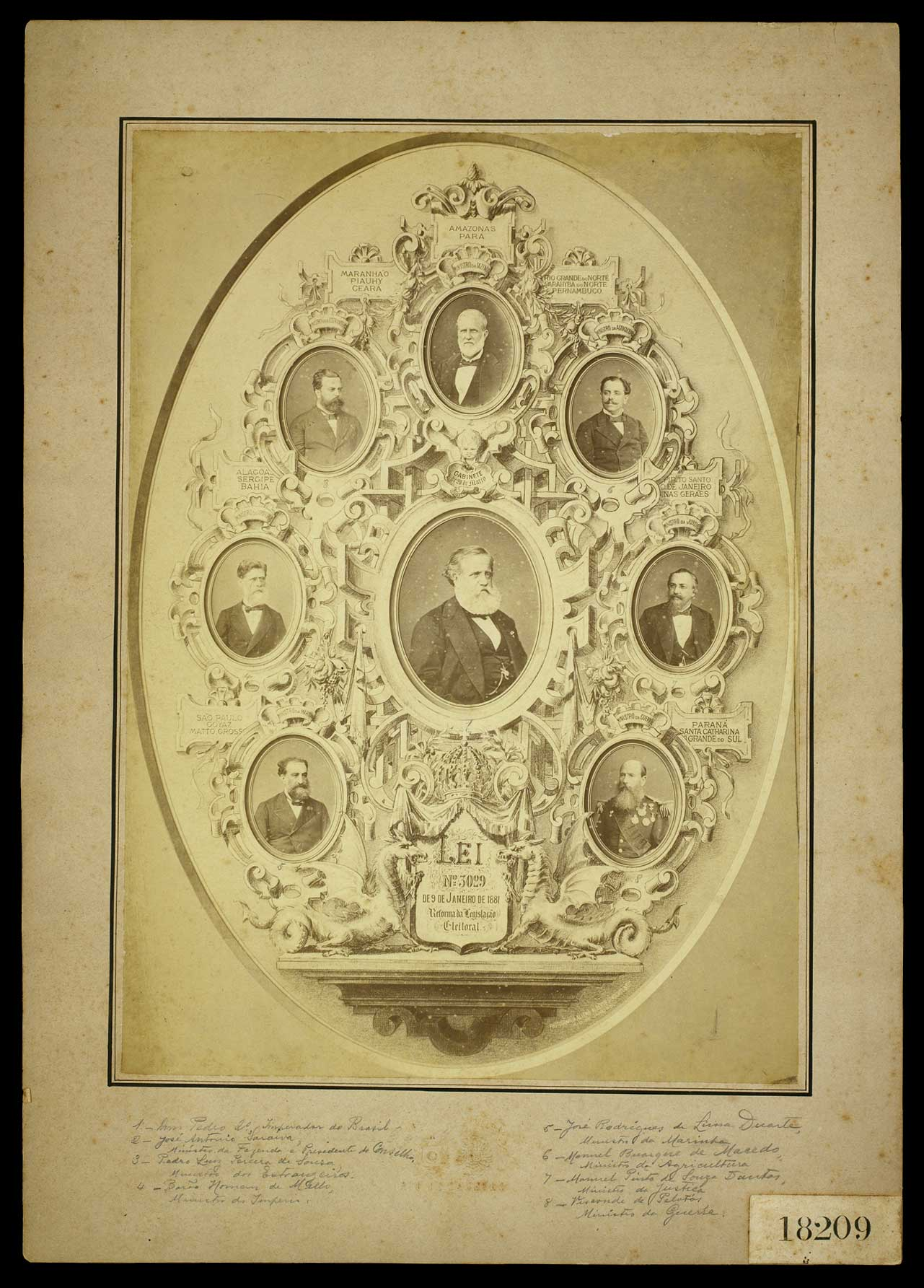
Imagem comemorativa à "Lei Saraiva", aprovada pelo Gabinete Saraiva em 1881.

Sinimbu, porém, falhou na tentativa de aprovar a reforma no Senado, graças à resistência dos membros conservadores. O projeto, então, recaiu sobre o Conselheiro José Antônio Saraiva, que subiu ao poder em 1880. Saraiva, político experiente e líder tradicional do Partido Liberal, conseguiu aprovar a chamada "Lei Saraiva" – assim batizada em sua homenagem –, reforma eleitoral que introduziu o voto direto no Brasil, proibiu o voto dos analfabetos, tornou o sufrágio facultativo e distrital, ajustou o valor da renda exigida pelo censo (200$000 contos de réis) e disciplinou sua comprovação, incluiu nominalmente não-católicos, estrangeiros e libertos no sistema, secularizou o processo eleitoral, fortaleceu o parlamento e parte do eleitorado urbano, isentando da exigência de renda amplos setores de classe média, além de introduzir o primeiro modelo obrigatório de Título de Eleitor do país e fazer tentativas em direção ao voto secreto. A medida foi recebida com entusiasmo, embora, com a exclusão dos analfabetos, tenha havido um corte de quase 90% do eleitorado.
Com a derrota de Saraiva nas eleições convocadas em 1882, seguiram-se dois gabinetes de curta duração, chefiados, respectivamente, por Martinho Álvares da Silva Campos e João Lustosa da Cunha Paranaguá, Visconde de Paranaguá, que se envolveu no estopim da chamada "Questão Militar".
Em 1883, subiu ao poder o conselheiro Lafayette Rodrigues Pereira, nome polêmico do partido, pois havia sido signatário do Manifesto Republicano de 1870, abandonando o movimento e reconciliando-se com a monarquia. Em seu breve mandato, a escravidão foi abolida nas províncias do Amazonas e do Ceará. Seu apoio inicial gerou críticas entre os setores escravocratas da sociedade brasileira, assim como sua vacilação posterior em relação ao tema gerou descontentamento entre os abolicionistas, causando a queda de seu gabinete.
Em 1884, Manuel Pinto de Sousa Dantas formou gabinete, incumbido de encaminhar o fim definitivo da escravidão no Brasil. O senador apresentou o chamado Projeto Dantas, que previa a libertação de todos os escravizados com mais de 60 anos de idade e a proibição do tráfico interprovincial, além de uma espécie de reforma agrária que assentasse os libertos em colônias agrícolas e a fixação da abolição definitiva para o dia 31 de dezembro de 1889, sem indenização aos antigos proprietários. A proposta foi rechaçada pela oposição conservadora no parlamento e acabou por derrubar Dantas do poder.
Em 1885, assumiu o poder novamente o Conselheiro Saraiva, dessa vez incumbido de aprovar um projeto emancipacionista mais moderado que o apresentado por seu antecessor. Embora tenha redigido um novo projeto e conquistado o apoio nominal do parlamento, Saraiva foi derrubado no mesmo ano, graças a uma crise em seu gabinete, assumindo em seu lugar João Maurício Wanderley, Barão de Cotegipe, membro do Partido Conservador, que aprovou a chamada "Lei dos Sexagenários", também conhecida como "Lei Saraiva-Cotegipe", libertando os escravizados com mais de 60 anos de idade (mediante indenização aos antigos proprietários) e terminando, assim, com o domínio liberal.
O partido ainda voltaria ao poder em 1889, pouco antes da Proclamação da República.

## Gabinetes liberais
Sucederam-se seis gabinetes liberais entre 1878 e 1885:

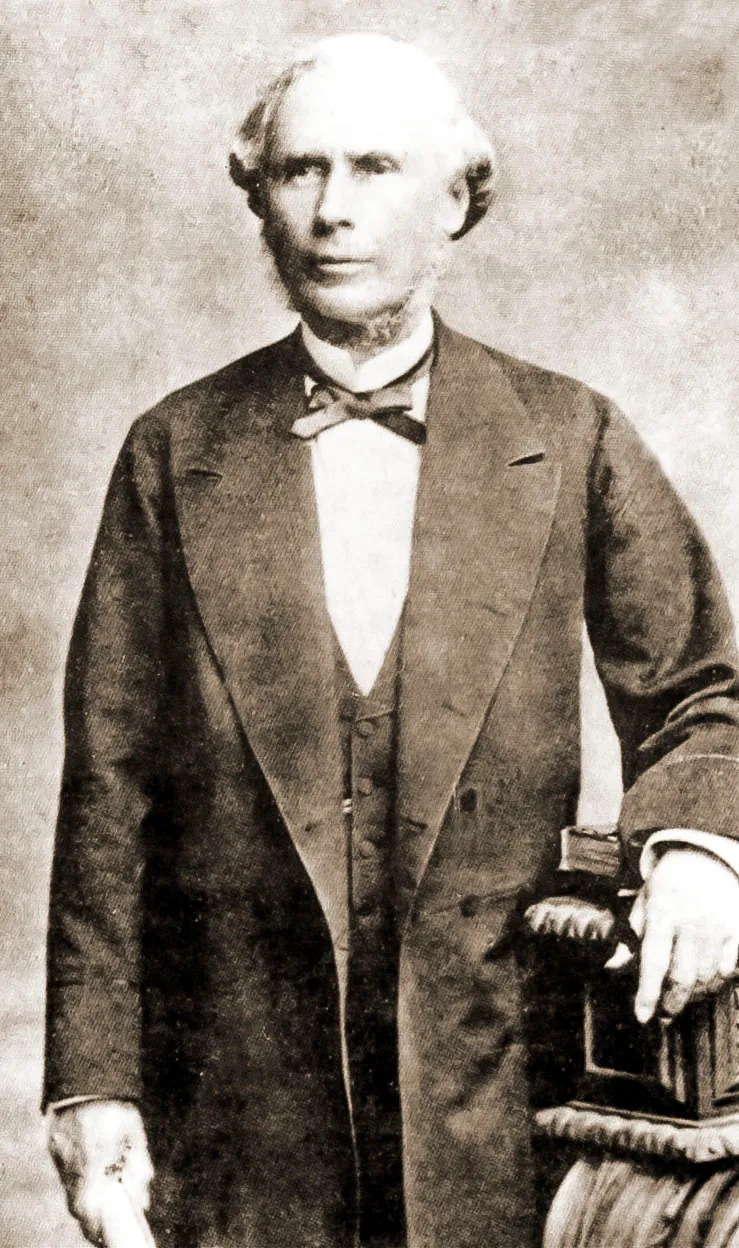
João Lins Vieira Cansanção de Sinimbu

### Gabinete Sinimbu (1878-1880)
- Presidente do Conselho de Ministros: João Lins Vieira Cansanção de Sinimbu.
- Ministro dos Negócios do Império: Carlos Leôncio da Silva Carvalho; Francisco Maria Sodré Pereira.
- Ministro da Justiça: Lafayette Rodrigues Pereira.
- Ministro dos Estrangeiros: Domingos de Sousa Leão, 2º Barão de Vila Bela; Carlos Leôncio da Silva Carvalho; João Lins Vieira Cansanção de Sinimbu; Antônio Moreira de Barros.
- Ministro da Fazenda: Gaspar da Silveira Martins; João Lins Vieira Cansanção de Sinimbu; Afonso Celso de Assis Figueiredo.
- Ministro da Marinha: Eduardo de Andrade Pinto; João Ferreira de Moura.
- Ministro da Guerra: Manuel Luís Osório, Marquês do Herval; Eduardo de Andrade Pinto; João Lins Vieira Cansanção de Sinimbu; João Lustosa da Cunha Paranaguá, 2.º Visconde de Paranaguá.
- Ministro da Agricultura, Comércio e Obras Públicas: João Lins Vieira Cansanção de Sinimbu.

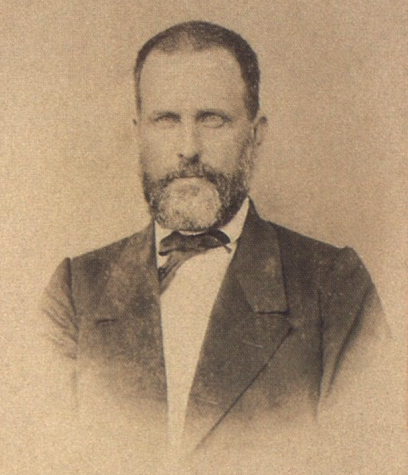
José Antônio Saraiva

### Gabinete Saraiva (1880-1882)
- Presidente do Conselho de Ministros: José Antônio Saraiva.
- Ministro dos Negócios do Império: Francisco Inácio Marcondes Homem de Melo, Barão de Homem de Melo; Manuel Pinto de Sousa Dantas.
- Ministro da Justiça: Manuel Pinto de Sousa Dantas.
- Ministro dos Estrangeiros: Pedro Luís Pereira de Sousa; Franklin Américo de Meneses Dória, Barão de Loreto.
- Ministro da Fazenda: José Antônio Saraiva.
- Ministro da Marinha: José Rodrigues de Lima Duarte, Visconde de Lima Duarte.
- Ministro da Guerra: José Antônio Correia da Câmara, 2º Visconde de Pelotas; Franklin Américo de Meneses Dória.
- Ministro da Agricultura, Comércio e Obras Públicas: Manuel Buarque de Macedo; Pedro Luís Pereira de Sousa; José Antônio Saraiva.

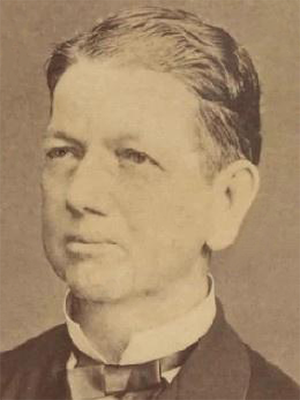
Martinho Álvares da Silva Campos

### Gabinete Martinho Campos (1882)
- Presidente do Conselho de Ministros: Martinho Álvares da Silva Campos.
- Ministro dos Negócios do Império: Rodolfo Epifânio de Sousa Dantas.
- Ministro da Justiça: Rodolfo Epifânio de Sousa Dantas; Manuel da Silva Mafra.
- Ministro dos Estrangeiros: Filipe Franco de Sá.
- Ministro da Fazenda: Martinho Álvares da Silva Campos.
- Ministro da Marinha: Bento Francisco de Paula Sousa; Antônio Carneiro da Rocha.
- Ministro da Guerra: Afonso Augusto Moreira Pena.
- Ministro da Agricultura, Comércio e Obras Públicas: Manuel Alves de Araújo.

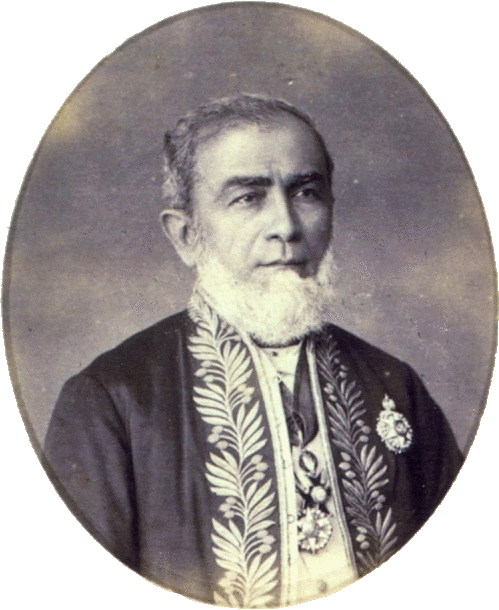
João Lustosa da Cunha Paranaguá, Visconde de Paranaguá

### Gabinete Paranaguá (1882-1883)
- Presidente do Conselho de Ministros: João Lustosa da Cunha Paranaguá, 2.º Visconde de Paranaguá.
- Ministro dos Negócios do Império: Pedro Leão Veloso.
- Ministro da Justiça: João Ferreira de Moura.
- Ministro dos Estrangeiros: Lourenço Cavalcanti de Albuquerque.
- Ministro da Fazenda: João Lustosa da Cunha Paranaguá.
- Ministro da Marinha: João Florentino Meira de Vasconcelos.
- Ministro da Guerra: Carlos Afonso de Assis Figueiredo.
- Ministro da Agricultura, Comércio e Obras Públicas: André Augusto de Pádua Fleury; Lourenço Cavalcanti de Albuquerque; Henrique Francisco d'Ávila.

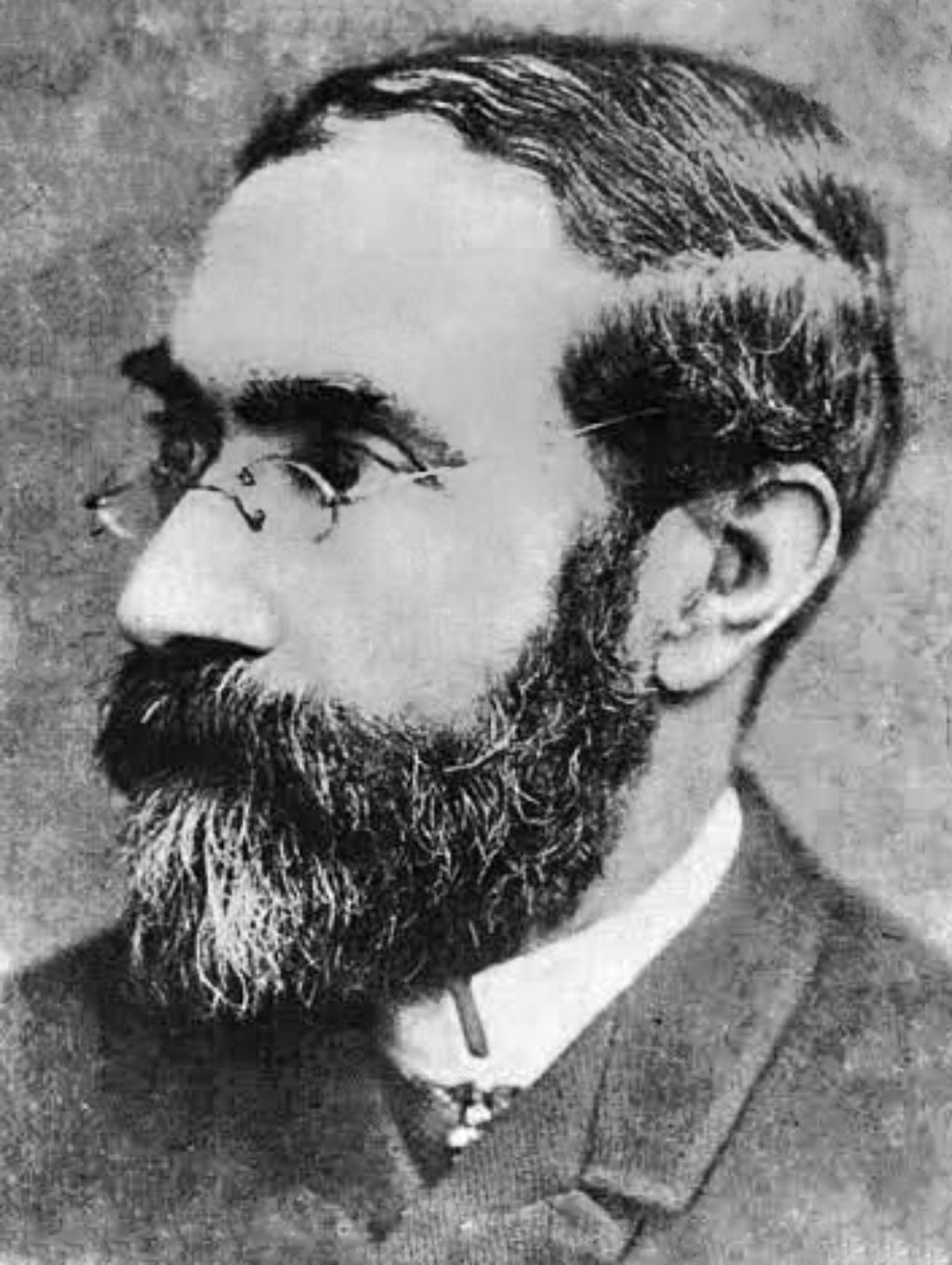
Lafayette Rodrigues Pereira

### Gabinete Lafayette (1883-1884)
- Presidente do Conselho de Ministros: Lafayette Rodrigues Pereira.
- Ministro dos Negócios do Império: Francisco Antunes Maciel.
- Ministro da Justiça: Francisco Prisco de Sousa Paraíso.
- Ministro dos Estrangeiros: Francisco de Carvalho Soares Brandão.
- Ministro da Fazenda: Lafayette Rodrigues Pereira.
- Ministro da Marinha: Antônio de Almeida e Oliveira.
- Ministro da Guerra: Antônio Joaquim Rodrigues Júnior.
- Ministro da Agricultura, Comércio e Obras Públicas: Afonso Augusto Moreira Pena.

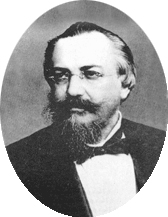
Manuel Pinto de Sousa Dantas

### Gabinete Dantas (1884-1885)
- Presidente do Conselho de Ministros: Manuel Pinto de Sousa Dantas.
- Ministro dos Negócios do Império: Filipe Franco de Sá
- Ministro da Justiça: Francisco Maria Sodré Pereira
- Ministro dos Estrangeiros: João da Mata Machado
- Ministro da Fazenda: Manuel Pinto de Sousa Dantas.
- Ministro da Marinha: Joaquim Raimundo de Lamare, Visconde de Lamare.
- Ministro da Guerra: Cândido Luís Maria de Oliveira.
- Ministro da Agricultura, Comércio e Obras Públicas: Antônio Carneiro da Rocha.

### Gabinete Saraiva (1885)
- Presidente do Conselho de Ministros: José Antônio Saraiva.
- Ministro dos Negócios do Império: João Florentino Meira de Vasconcelos.
- Ministro da Justiça: Afonso Augusto Moreira Pena.
- Ministro dos Estrangeiros: João Lustosa da Cunha Paranaguá, 2º Visconde de Paranaguá.
- Ministro da Fazenda: José Antônio Saraiva.
- Ministro da Marinha: Luís Filipe de Sousa Leão.
- Ministro da Guerra: Antônio Eleutério de Camargo.
- Ministro da Agricultura, Comércio e Obras Públicas: João Ferreira de Moura.